# 베르트랑 다메쟁
베르트랑 에리크 위그 다메쟁(프랑스어: Bertrand Éric Hugues Damaisin, 1968년 10월 27일~)은 프랑스의 전직 유도 선수이다. 1992년 하계 올림픽 남자 하프미들급에서 동메달을 획득했다.